# Бахлую
Бахлую (рум. Bahluiu) — село у повіті Ясси в Румунії. Входить до складу комуни Котнарі.
Село розташоване на відстані 331 км на північ від Бухареста, 50 км на північний захід від Ясс.

## Населення
За даними перепису населення 2002 року у селі проживала 381 особа, усі — румуни. Усі жителі села рідною мовою назвали румунську.